# Петропавлівська церква (Вощатин)
Петропа́влівська це́рква — чинна дерев'яна церква, пам'ятка архітектури місцевого значення (охоронний номер 236-Вл) у селі Вощатин Володимир-Волинської міської територіальної громади Володимирського району Волинської області. Перша згадка про церкву в селі датується 1583 роком. Сучасна будівля зведена у 1877 році. Церква відома Вощатинським іконостасом 1720-х років роботи Йова Кондзелевича, який нині зберігається у Національному музеї у Львові. Парафія належить до Володимир-Волинської єпархії Православної Церкви України

## Історія

### Рання історія
Перша дерев'яна церква у Вощатині згадується в поборному реєстрі Володимирського повіту за 1583 рік. Деякі джерела вважають, що першу церкву збудували у 1676 році. Історія храму тісно пов'язана із Загорівським монастирем Різдва Богородиці, заснованим місцевим шляхтичем Петром Загоровським у 1566 році, який опікувався церквою. Відомо, що метричні книги церкви велися з 1841 року.
Сучасна дерев'яна будівля церкви датована 1877 роком. Тоді до храму добудували дитинець і підняли вище дзвіницю. У такому вигляді пам'ятка збереглася до наших днів. 3 квітня 1992 року рішенням виконкому Волинської обласної ради народних депутатів церкві надано статус пам'ятки архітектури місцевого значення під охоронним номером 236-Вл.

### Іконостас Йова Кондзелевича
Особливою цінністю храму був Вощатинський іконостас, створений у 1722 році видатним іконописцем Йовом Кондзелевичем та його майстрами для Загорівського монастиря. Після перебудови монастирської церкви, у 1760 році, розкішний позолочений іконостас передали до вощатинської церкви. Іконостас був настільки великим, що справляв враження, ніби його «втиснули силою до цієї малесенької церкви».

### Радянський період
10 січня 1961 року богослужіння в церкві було припинено, а 19 вересня того ж року її зняли з державної реєстрації. Історичний іконостас передали до одного з львівських музеїв. Приміщення храму планували віддати під клуб, а з 1963 року використовували як колгоспне зерносховище.

### Відновлення та перехід до ПЦУ
Перед 1990 роком, коли в церкві відновили богослужіння, її капітально відремонтували та встановили новий іконостас. У 1992 році громада села клопотала про повернення автентичного іконостасу, однак отримала відмову та невиконану обіцянку виготовити копію. Оригінал донині зберігається у Національному музеї у Львові імені Андрея Шептицького.
3 лютого 2019 року парафіяльні збори релігійної громади ухвалили рішення про перехід з УПЦ (МП) до Православної Церкви України. За це рішення проголосували 46 із 47 присутніх учасників. Попередній настоятель храму, отець Сергій Музика, відмовився приєднатися до громади. 19 серпня 2019 року Волинська ОДА офіційно зареєструвала зміни до статуту громади.
Перше богослужіння українською мовою відбулося 10 лютого 2019 року. Його звершили секретар Володимир-Волинської єпархії протоієрей Юрій Зінчук та священик Борис Гідзінський.

## Настоятелі
- Протоієрей Сергій Музика (УПЦ МП, до лютого 2019)[12]
- Митрофорний протоієрей Борис Гідзінський (ПЦУ, лютий 2019 — травень 2024)[3][4]

## Галерея

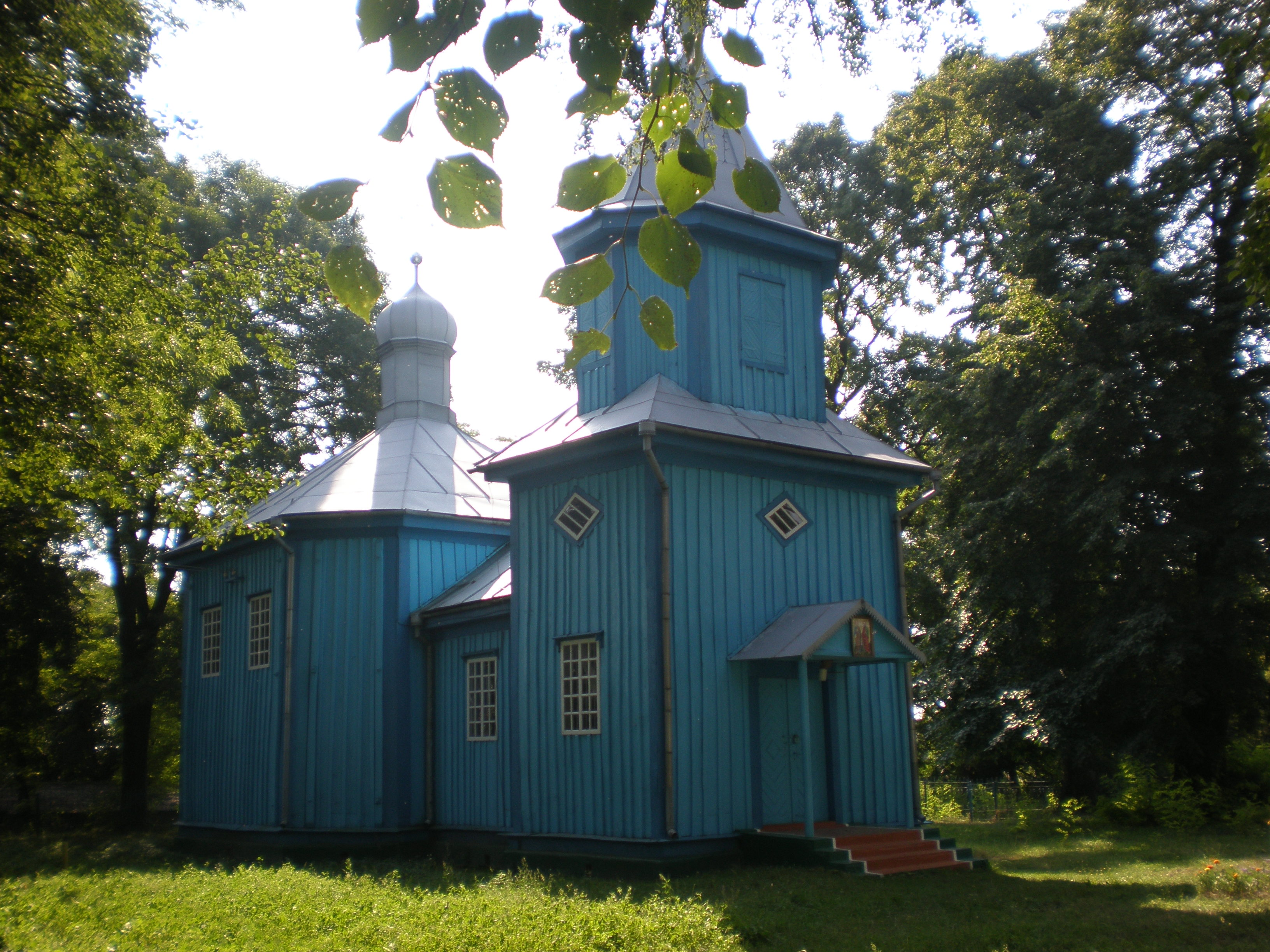
Вид на церкву з південного сходу
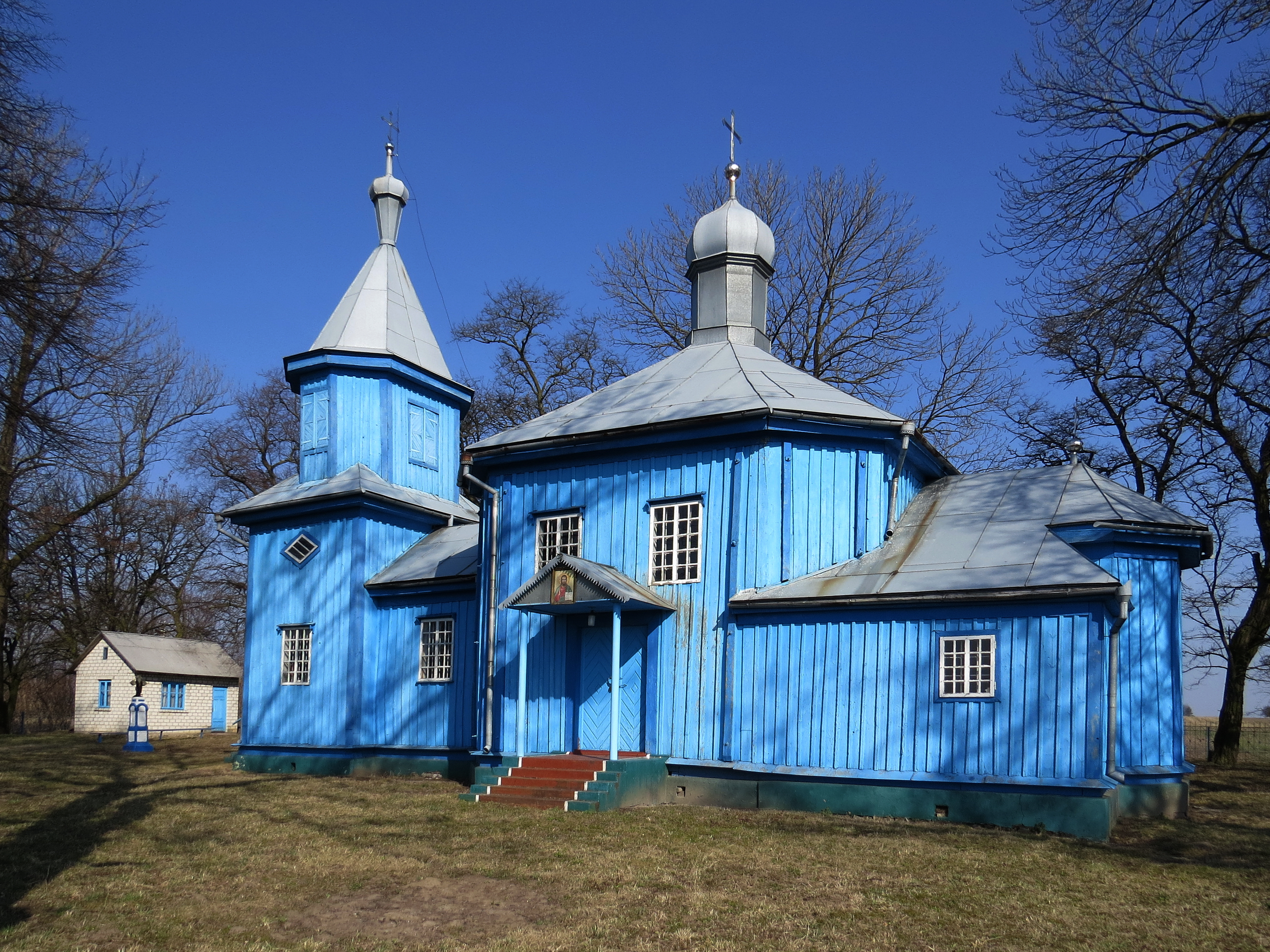
Вид з південного сходу
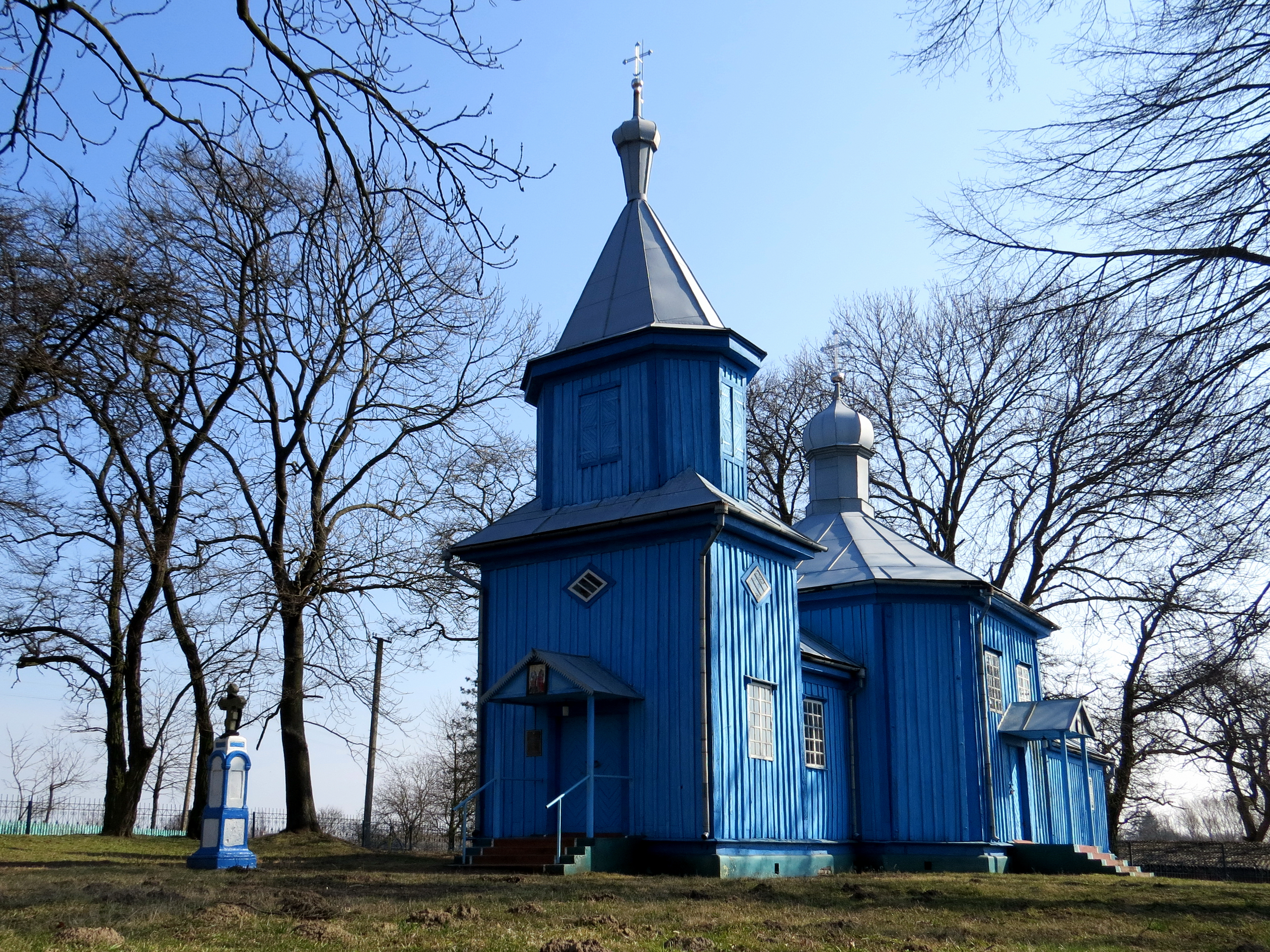
Вид з південного заходу
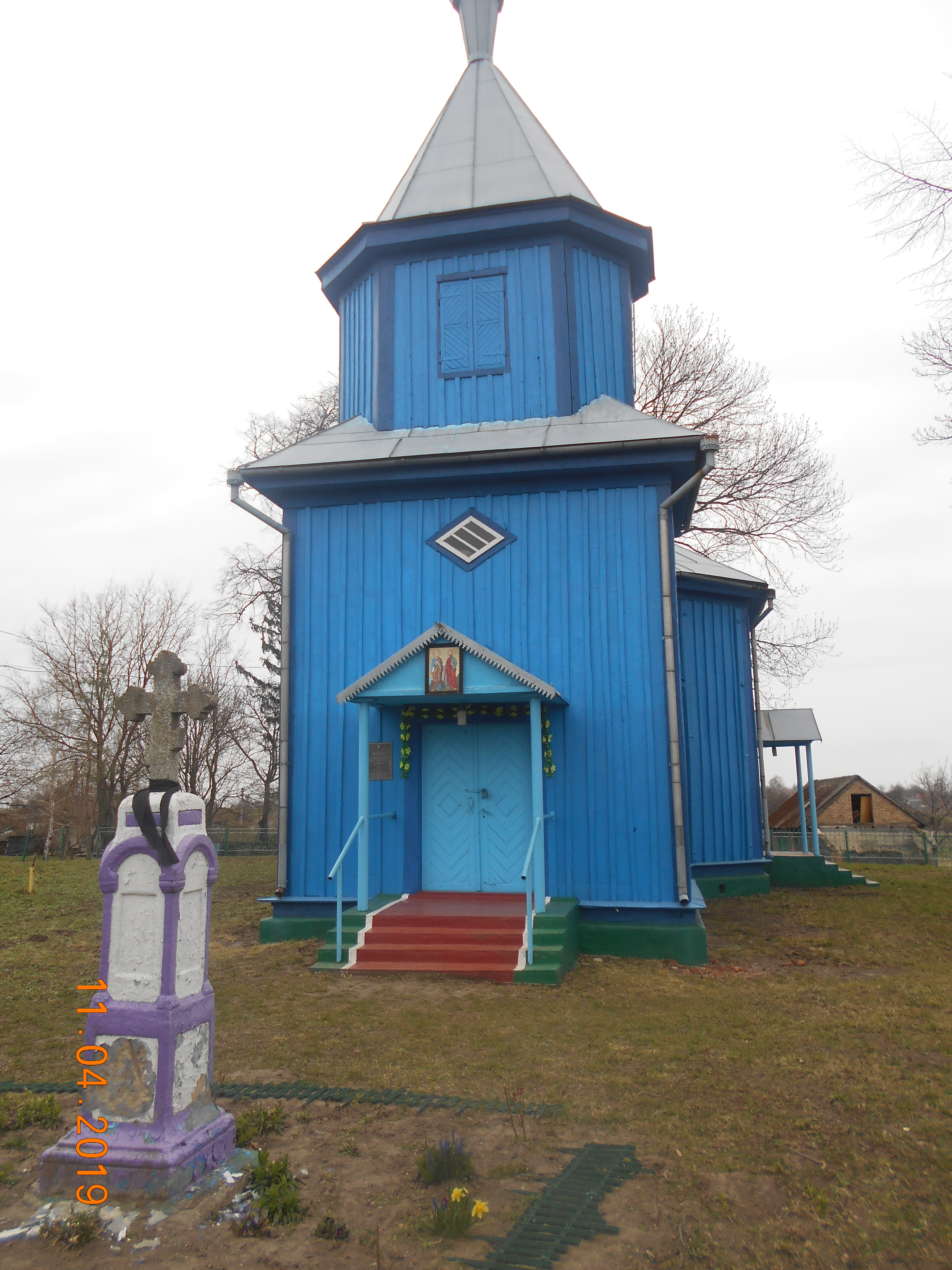
Вид із заходу
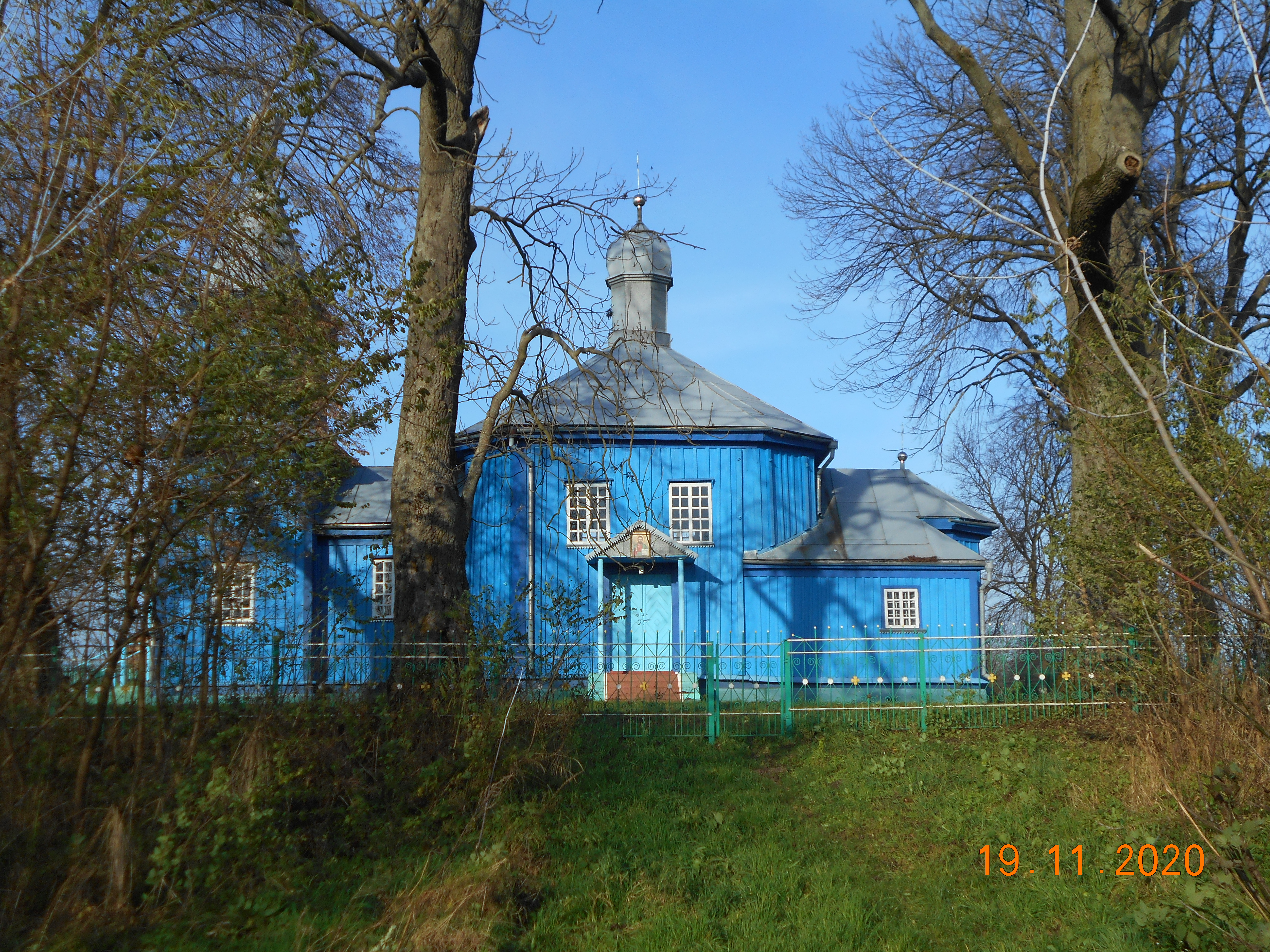
Вид з півдня
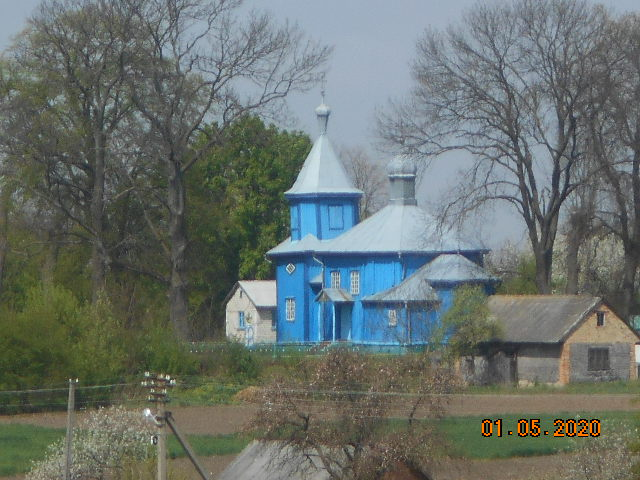
Загальний вид
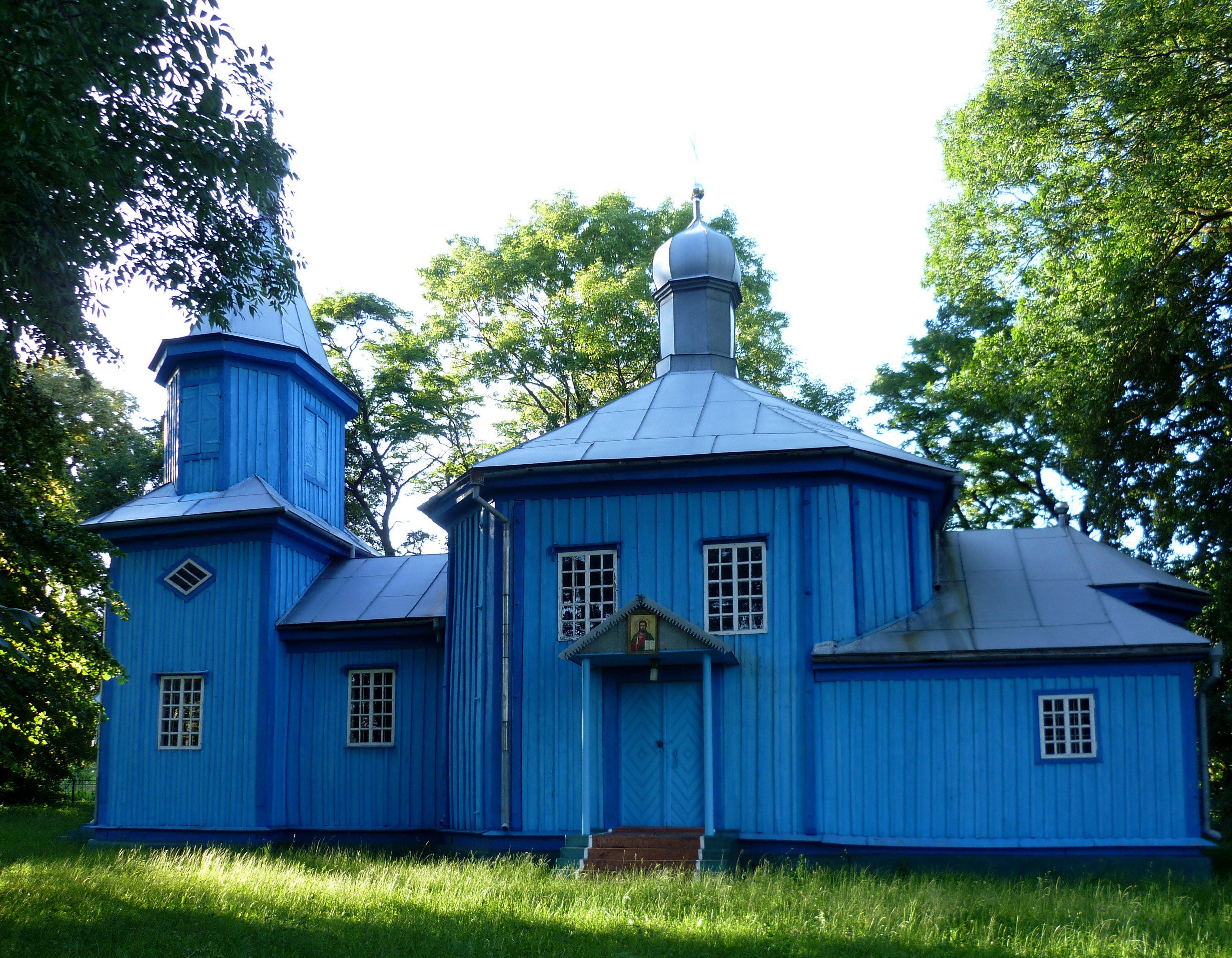
Вид на церкву з півдня
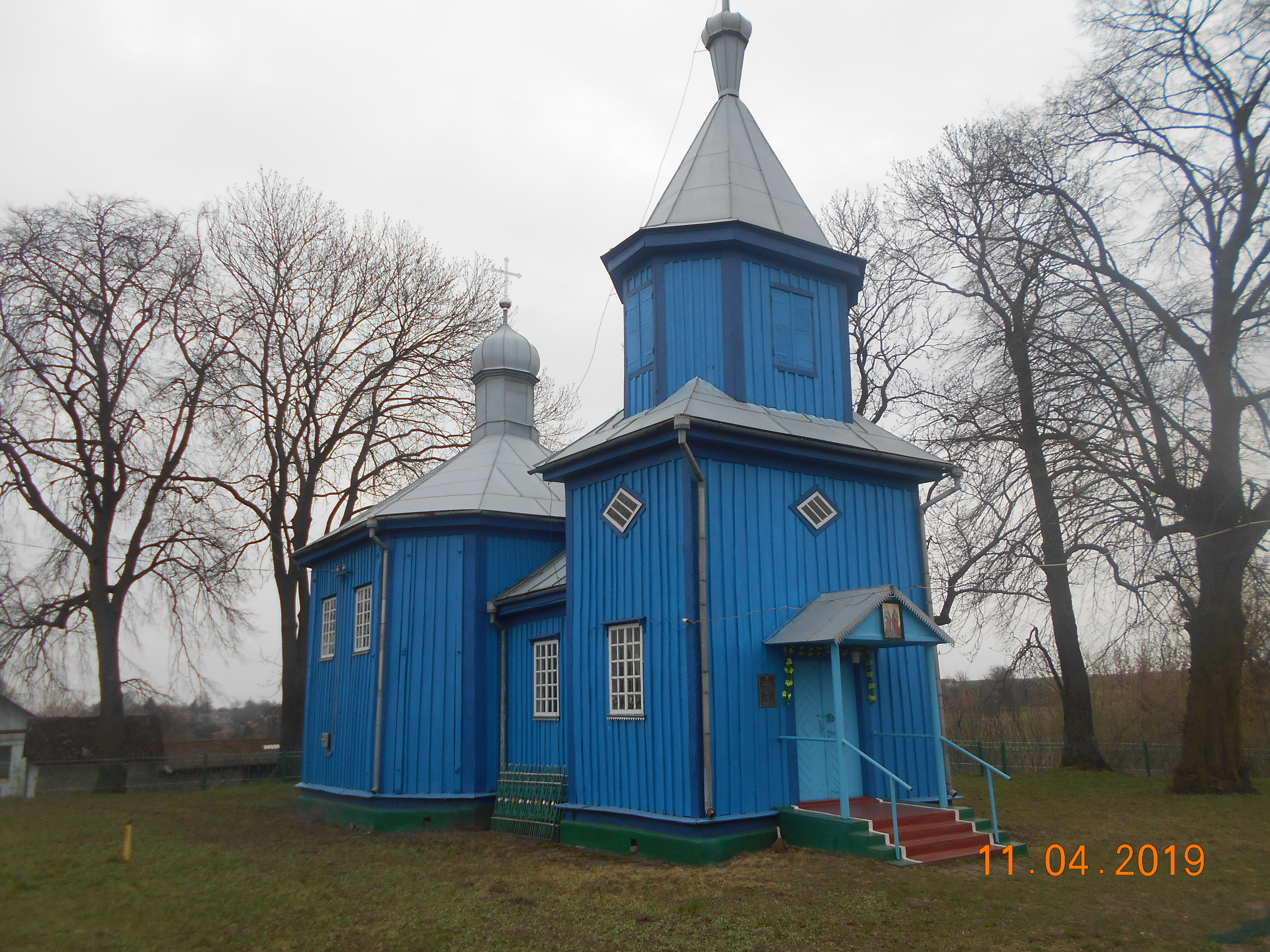
Вид з північного заходу
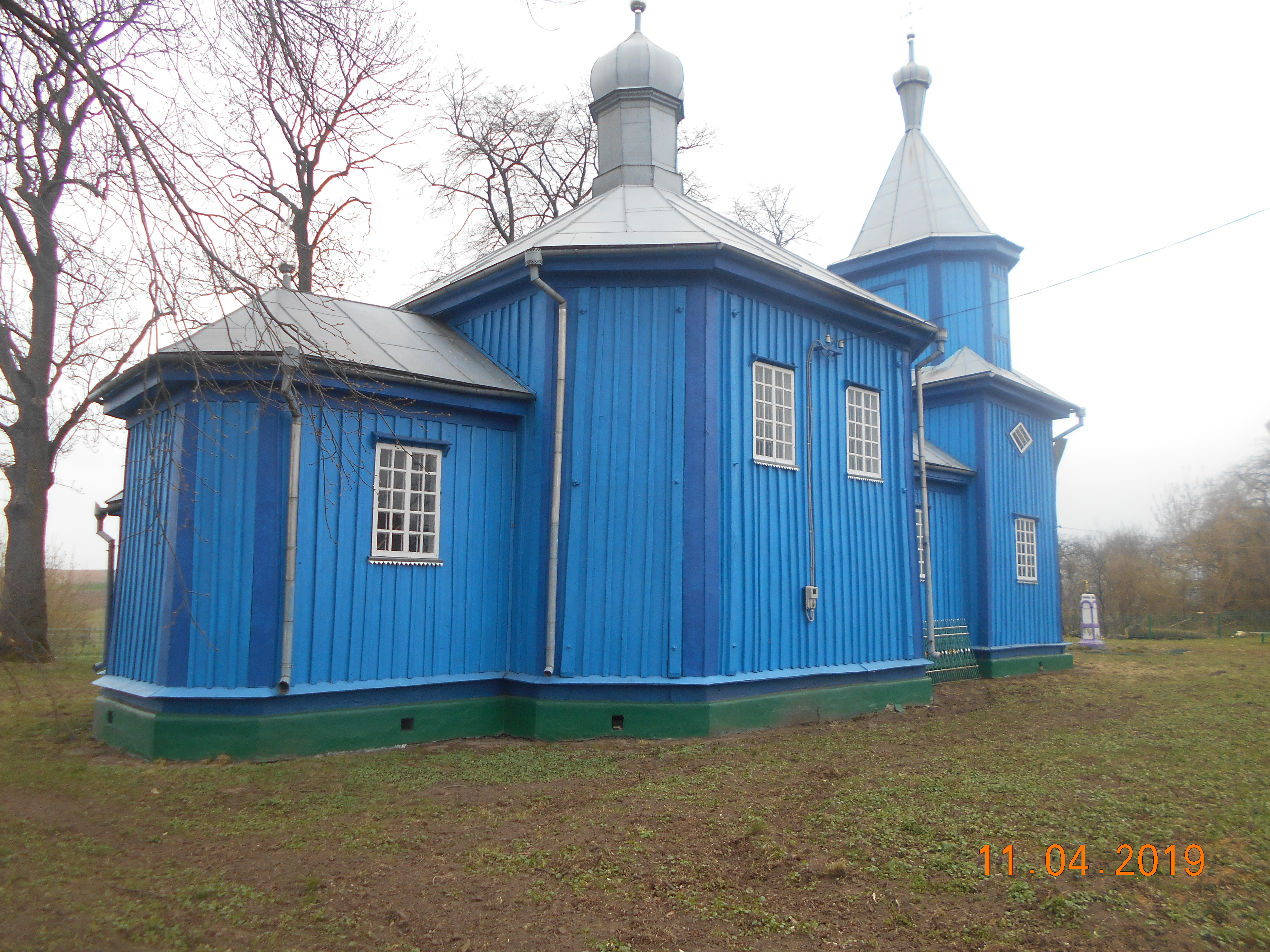
Вид зі сходу
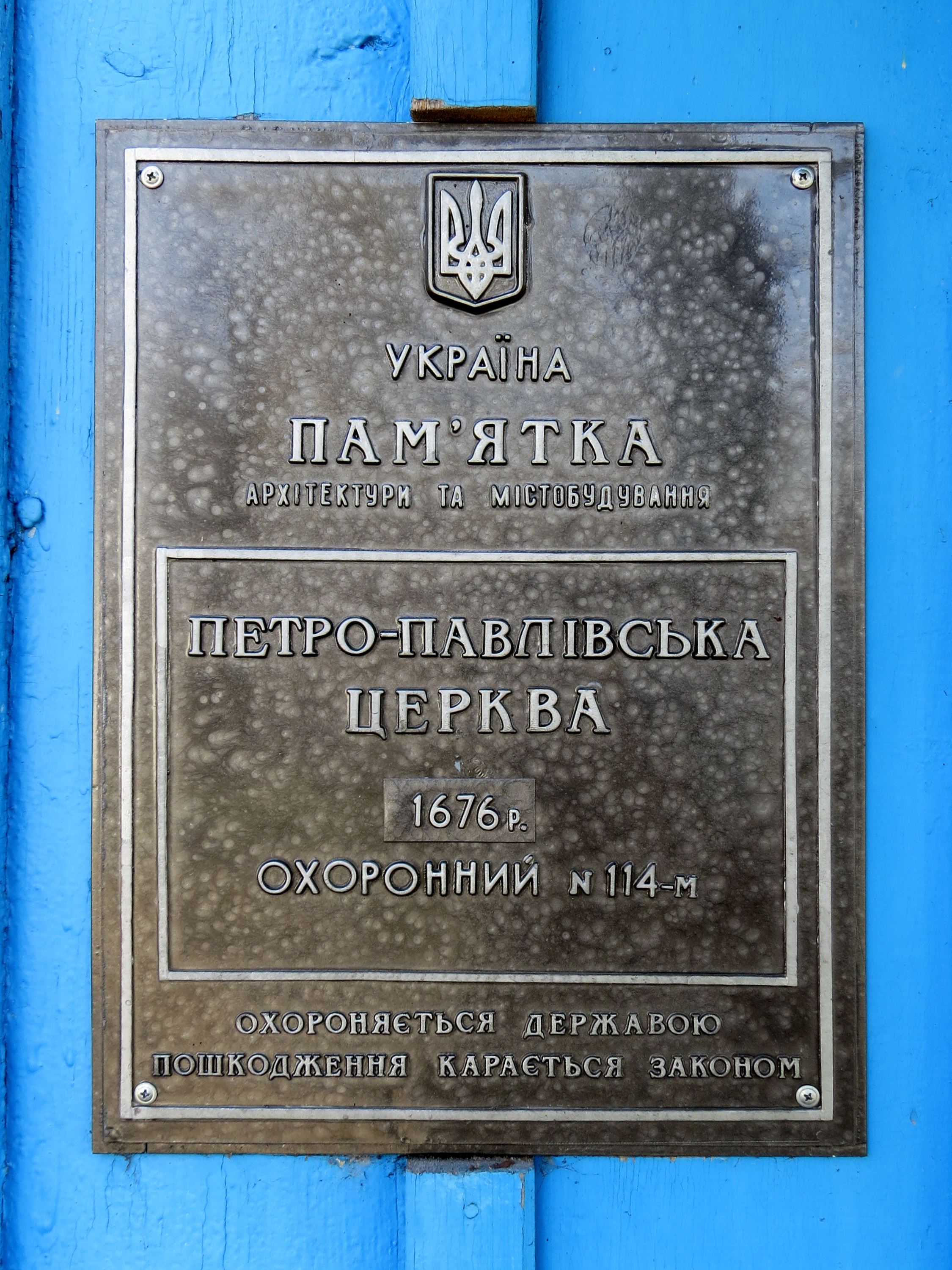
Охоронна дошка
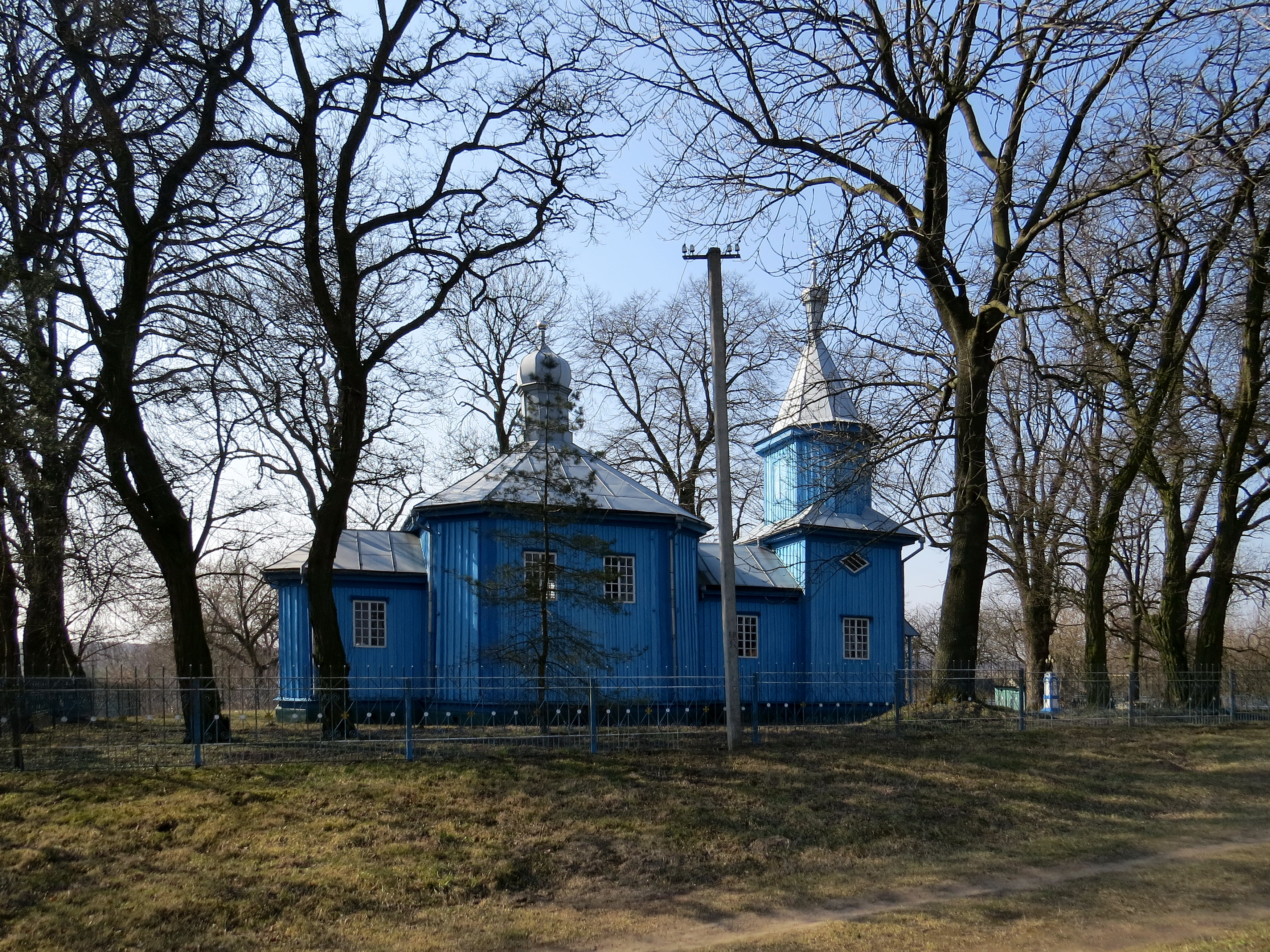
Вид з півночі
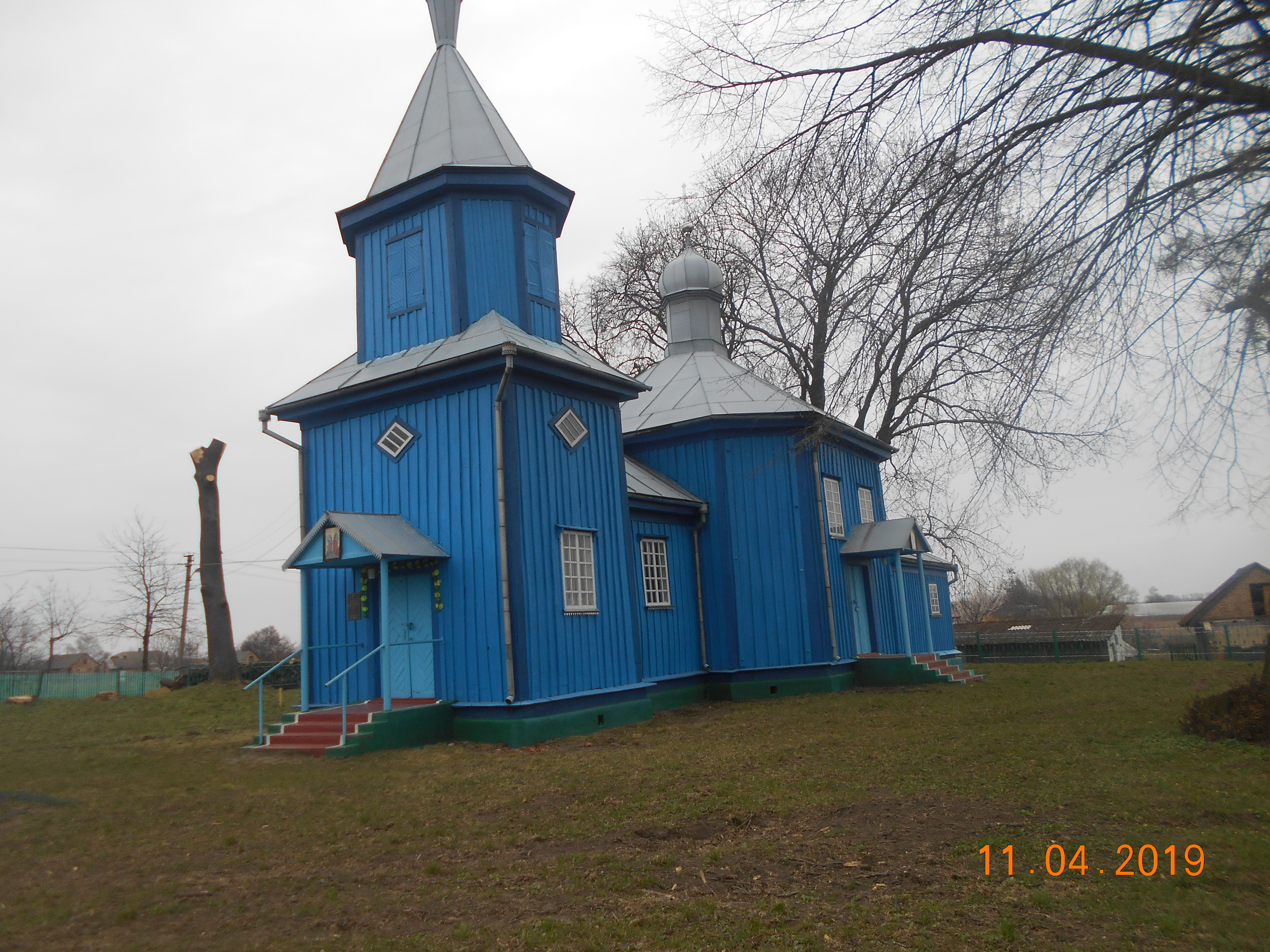
Вид з південного заходу
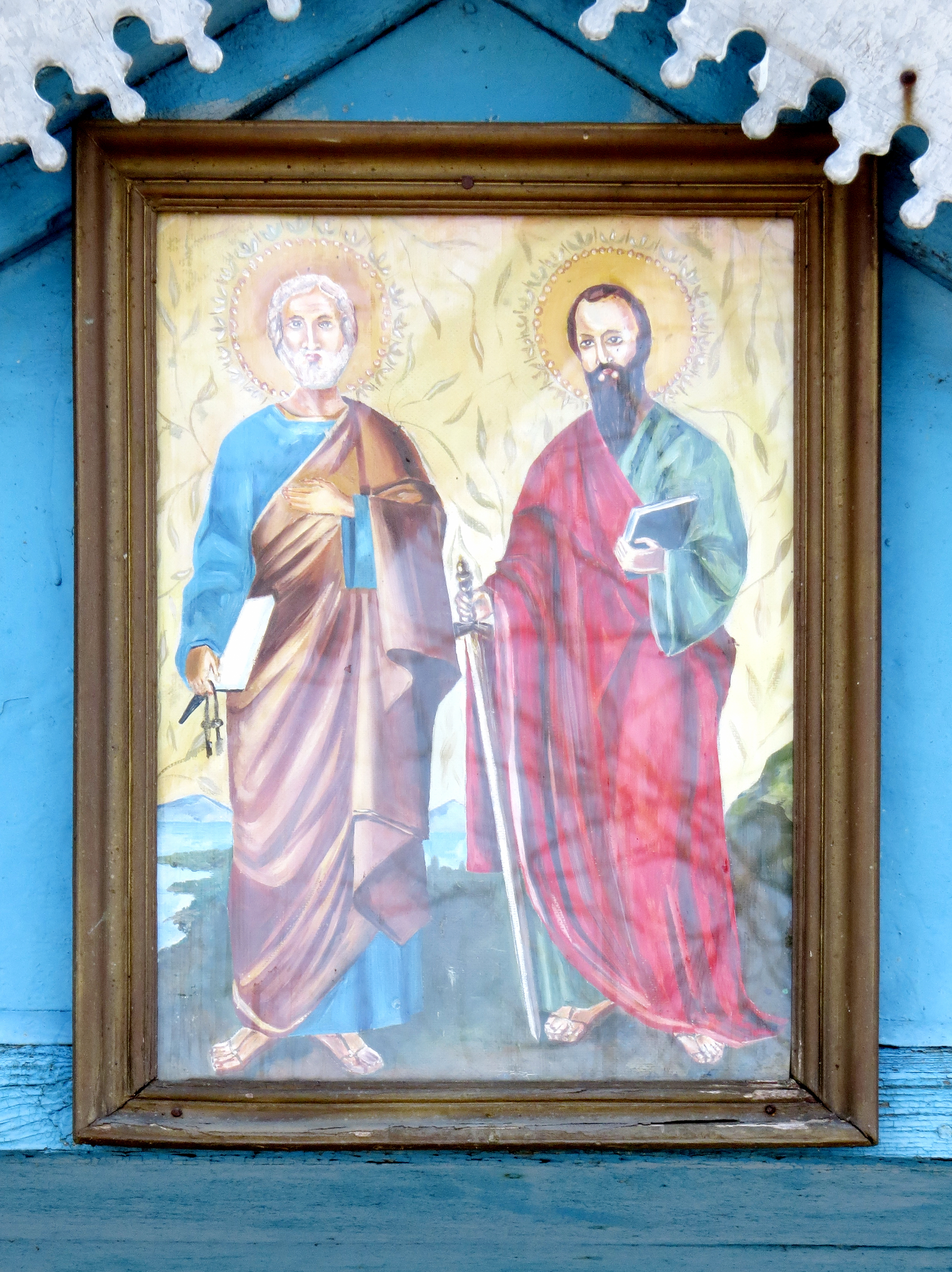
Ікона в інтер'єрі церкви